# Severn Cross
Severn Cross es una variedad cultivar de ciruelo (Prunus domestica), de las denominadas ciruelas europeas.
Una variedad de ciruela criada por G.T. Spinks en la Estación de Investigación Long Ashton en Bristol, Inglaterra (Reino Unido), resultado del cruce de 'Coe's Golden Drop' x 'Giant Prune'.
Las frutas tienen un tamaño muy grande, color de piel amarillo verdoso claro, cubierto de pruina de mediano espesor, y pulpa de color amarillo verdoso, muy jugosa, textura firme pero tierna, y sabor dulce moderadamente rico.

## Historia
'Severn Cross' variedad de ciruela fue criado por G.T. Spinks en la Estación de Investigación Long Ashton en Bristol, en 1921. Resultado del cruce de 'Coe's Golden Drop' como "Parental Madre" x el polen de 'Giant Prune' como "Parental Padre". Fue lanzado al mercado por primera vez en 1931. Recibió un galardón "Award of Garden Merit" de la "Royal Horticultural Society" (Real Sociedad Hortícola) en 1951.
'Severn Cross' está cultivada en diversos bancos de germoplasma de cultivos vivos, tales como en National Fruit Collection (Colección Nacional de Fruta) de Reino Unido con el número de accesión: 1977-073 y Nombre Accesión : Severn Cross. El espécimen fue recibido en el «National Fruit Trials» (Probatorio Nacional de Frutas), para evaluar sus características en 1977.

## Características
'Severn Cross' árbol de porte piramidal, moderadamente vigoroso, erguido. Autofértil. Flor blanca, que tiene un tiempo de floración que comienza a partir del 17 de abril con el 10% de floración, para el 21 de abril tiene una floración completa (80%), y para el 29 de abril tiene un 90% de caída de pétalos.
'Severn Cross' tiene una talla de tamaño muy grande de forma ovaladas oblongas, cavidad poco profunda, estrecha, abrupta, sutura pronunciada, una línea distinta; ápice redondeado o ligeramente puntiagudo, con peso promedio de 77.40 g; epidermis tiene una piel delgada, tierna, siendo el color de la piel amarillo verdoso claro, cubierto de pruina de mediano espesor, punteado numeroso, pequeños, claros, conspicuos; pedúnculo glabro, con una longitud promedio de 12.81 mm, pubescente, bien adherido al fruto con la cavidad del pedúnculo estrecha y apenas pronunciada; pulpa de color amarillo verdoso, muy jugosa, textura firme pero tierna, y sabor dulce moderadamente rico a ciruela verde.
Hueso semi libre, irregular y ampliamente ovada, aplanada, áspera, ligeramente comprimida y con cuello en la base, roma o aguda en el ápice, sutura ventral estrecha, alada, fuertemente surcada, sutura dorsal aguda o levemente surcada.
Su tiempo de recogida de cosecha es tardío, se inicia en su maduración de mediados a finales de septiembre. Las frutas tienden a magullarse con mucha facilidad.

## Usos
Se usa comúnmente como postre fresco de mesa buena ciruela ideal como postre de fines de verano.
Esta ciruela es bien conocida en Inglaterra, pues hace unos muy buenos guisos, embotellados, mermeladas, empanadas, y congelación.